# كونغ فو باندا
كونغ فوو باندا (بالإنجليزية: Kung Fu Panda)‏ هو فيلم أنيمايشن حاسوبي ثلاثي الأبعاد أنتج عام 2008، من إخراج مارك أوزبورن وجون ستيفنسون، ومن إنتاج دريم ووركس أنيمايشن، ويحكي الفيلم عن دب الباندا الذي يطمح في أن يصبح محارب في فن الكونغ فو.

## قصة الفيلم
تحكي قصة الفيلم عن باندا يعمل كطباخ للنودلز في مطعم أبيه الذي رباه (إوزة) ويعيش معه، ذلك الباندا مهووس بفن الكونج فو ويحلم دائمًا بمقابلة أبطاله «الخمسة الغاضبون»، وكانت فرصته الكبرى عندما أُعلن عن مسابقة اختيار «محارب التنين» (نيل هذا اللقب معناه بأن صاحبه هو الأقوى من بين مقاتلي الكونغ فو) التي سيتبارى الخمسة فيها للفوز باللقب، لكنه قابل الكثير من المعوقات في البداية والتي منعته من دخول مسرح العرض القتالي وبتكرار المحاولات نجح في الدخول والوقوع أمام إصبع المعلم أوجواي وهو يشير إلى الفائز باللقب، اقتنع المعلم أوجواي بأن سبب وقوع الباندا أمام إصبعه مباشرة هو إشارة لكونه محارب التنين الحقيقي الذي يجب اختياره، فيما بعد، أصبح الباندا الذي لا يتقن الكونغ فو هو محارب التنين رسميًا، ولما لم يقتنع المعلم شيفو المسؤول عن تدريب الأبطال الخمسة بما حصل حاول جاهدًا أن يضع العراقيل أمام الباندا ليثبت أن اعتقاد المعلم أوجواي كان خاطئًا، وأثناء تدريبات الباندا غير المفيدة يصل الخبر أن المحارب الشرير تاي لونج تلميذ شيفو القديم قد تحرر من سجنه وهو قادم إلى المدينة ليأخذ لفيفة التنين، مع الأسف فارق المعلم أوغواي الحياة قبل وصول «تاي لونج» للمدينة وهو الذي هزمه سابقًا والوحيد القادر على الوقوف في وجهه مجددًا، تبعًا لذلك، توجب على المعلم شيفو أن يؤمن بقدرة الباندا ويعلمه بالرغم من عجز شيفو عن التفكير في كيفية تدريبه، وبالصدفة يكتشف شيفو وسيلة التدريب المناسبة، ودرب بها الباندا ليصبح جاهزًا للقاء تاي لونج. وينجح الباندا وحده في القضاء على تاي لونج وتخليص المدينة من شره وإنقاذ معلمه شيفو من خطر محدق.

## الشخصيات
- بو: هو باندا يعيش في قرية صغيرة يعمل في مطعم والده يحب الطعام كثيرا خصوصا كرات الأرز، لكن يحلم أن يكون محارب كونغ فو لا يقهر.
- شيفو. معلم بارع كان ينتظر ظهور التنين المقاتل لكن تفاجأ أن التنين المقاتل هو باندا وكان شيفو يريد التخلص من بو لكن يعلم أن المشكلة فيه
- أنجلينا جولي في دور النمرة تايغرس (نوع الحيوان: ببر جنوب الصين)
- إيان ماكشين في دور تاي لونج (نوع الحيوان: نمر ثلجي)
- جاكي شان في دور القرد مونكي (نوع الحيوان: Gee's Golden Langur - (القرد الدهبي)
- سيث روجن في دور مانتس السرعوف/فرس النبي (نوع الحيوان: سرعوف صيني).
- لوسي لو في دور الأفعى فايبر (نوع الحيوان: أفعى الشجرة الخضراء)
- ديفيد كروس في دور الكركي (نوع الحيوان: Red-crowned Crane -الحيوان الذهبي)
- راندال دوك كيم في دور أوجواي (نوع الحيوان: سلحفاة غالاباغوس - Galápagos tortoise)
- جيمس هونج في دور الأب السيد بينغ (نوع الحيوان: إوزة)
- دان فولجر في دور المراسل زينغ (نوع الحيوان: إوزة)
- مايكل كلارك دانكن في دور Commander Vachir

## الأصوات العربية
- طوني معلوف - بو
- خالد السيد - المعلم شيفو
- ماريا أسود - تايغرس
- غسان أسطفان - تاي لونغ
- جورج دياب - رئيس العصابة
- سامي ضاهر - مونكي
- طوني صاصي - مانتيس
- نداء زغيب فرحات - فايبر
- جهاد الأندري - كرين
- موريس موصللي - المعلم أوغوي
- علي الزين - السيد بينغ والد بو
- داني بستاني - زنغ رسول القصر
- جورج دياب - رئيس العصابة
- كلودين صفير - الثعلبة
- زينة ملكي - النادلة
- طوني أشقر - النادل

### بالإشتراك مع
- كارلا دكاش
- طوني سعد
- باسكال أنطون
- سلوى فيصل
- بودي الخزان
- أنطوني سكر
- سيمون عبيد
- سمير أندراوس
- وسام بدين
- كنعان مطر

## روابط خارجية
- كونغ فو باندا على موقع IMDb (الإنجليزية)
- كونغ فو باندا على موقع ميتاكريتيك (الإنجليزية)
- كونغ فو باندا على موقع روتن توميتوز (الإنجليزية)
- كونغ فو باندا على موقع نتفليكس (الإنجليزية)
- كونغ فو باندا على موقع ألو سيني (الفرنسية)
- كونغ فو باندا على موقع Turner Classic Movies (الإنجليزية)
- كونغ فو باندا على موقع أول موفي (الإنجليزية)
- كونغ فو باندا على موقع بوكس أوفيس موجو (الإنجليزية)
- كونغ فو باندا على موقع فيلمافينيتي (الإسبانية)
- كونغ فو باندا على موقع قاعدة بيانات الفيلم (الإنجليزية)